# Бубнівсько-Слобідська сільська рада
Бубні́всько-Слобідська́ сільська́ ра́да — колишня адміністративно-територіальна одиниця та орган місцевого самоврядування в Золотоніському районі Черкаської області. Адміністративний центр — село Бубнівська Слобідка.

## Загальні відомості
- Населення ради: 1 454 особи (станом на 2001 рік)

Територію сільради можна умовно поділити на три частини:
- Північна - розташована на березі річкової долини Дніпра. Ландшафт рівнинний, степовий, тому в основному представлена сільськогосподарськими угіддями та лісосмугами, присутні залишки колгоспного саду. Проходить асфальтована дорога О240512 та велика кількість ґрунтових путівців, один з яких є нащадком старої дороги з Прохорівки до Піщаного і досі зберігає своє значення. Житлова зона відсутня. Є деяка кількість курганів, ймовірно, скіфського походження, частина з них розорана, решта здебільшого використовується в якості геодезичних орієнтирів. Також є сліди русла річки, що колись стікала до Супою.
- Центральна -  власне сам населений пункт. Починається одразу під лінією берега долини Дніпра і закінчується приблизно на лінії проходження газогону Уренгой - Помари - Ужгород. Ландшафт в основному рівнинний, присутні багато заболочених ділянок та меліоративних каналів, що відводять вологу з цих ділянок до Супою та Дніпра. Також є лісиста місцевість як штучного, так і природного походження. Проходить дорога Т 2404, до якої приєднується О240512, є велика кількість вуличних проїздів, деякі з них мають тверде асфальтове покриття. Північно-західну частину схилу берега долини займає ботанічний заказник Сушківський.
- Південна - починається приблизно від лінії газогону Уренгой - Помари - Ужгород і закінчується берегом Дніпра та річковими островами на ньому. Ландшафт рівнинний з плавним пониженням в напрямку до Дніпра. Більшість території зайнята лісами природного та штучного походження, а також великою кількістю заплавних водойм та боліт, що є унікальною, збереженою практично без змін, екосистемою річкової долини середнього Дніпра, переважна більшість якої у Черкаській області зникла після утворення Кременчуцького водосховища. Частину площі займають орнітологічні заказники Озеро Широке та Бубнівські Сосни. Ще тут знаходиться територія колишнього села Бубнів, мешканці якого були відселені перед створенням водосховища. Частина його територій виявилась затопленою, на решті присутня житлова зона. Із пам'яток історії тут знаходяться залишки Лівобережного Валу (Змієві Вали), збудованого в часи Київської Русі для захисту від тодішніх кочових мешканців Правобережної України. Є деяка кількість річкових островів на Дніпрі, найбільший з яких має назву Молодняги. Він майже повністю вкритий лісовою рослинністю. Істотна частина земель також періодично чи постійно використовується в якості сільськогосподарських угідь.

Загалом сільрада займає достатньо різноманітну за ландшафтом та можливим використанням площу, і має потенціал як економічний (північна частина) за рахунок великої кількості сільськогосподарських угідь, так і рекреаційний (південна частина) завдяки широкому виходу до Дніпра і наявністю збереженої природи лівого берега Дніпра.

## Населені пункти
Сільській раді були підпорядковані населені пункти:
- с. Бубнівська Слобідка

## Склад ради
Рада складалася з 16 депутатів та голови.
- Голова ради: Шнурко Світлана Василівна

### Керівний склад попередніх скликань
| Прізвище, ім'я, по батькові | Основні відомості                                                 | Дата обрання | Дата звільнення |
| --------------------------- | ----------------------------------------------------------------- | ------------ | --------------- |
| Олійник Любов Петрівна      | Сільський голова, 1951 року народження, позапартійна              | 26.03.2006   | 31.10.2010      |
| Хилько Володимир Васильович | Сільський голова, 1957 року народження, освіта вища, безпартійний | 31.10.2010   |                 |

Примітка: таблиця складена за даними сайту Верховної Ради України

### Депутати
За результатами місцевих виборів 2010 року депутатами ради стали:

#### За суб'єктами висування
| Суб'єкт висування            | Кількість обраних депутатів | %    |
| ---------------------------- | --------------------------- | ---- |
| Самовисування                | 14                          | 87,5 |
| Соціалістична партія України | 2                           | 12,5 |

#### За округами
| № округу                     | Прізвище, ім'я, по батькові      | Дата визнання обраним | Освіта             | Партійна приналежність             | Відомості про обраного депутата                              |
| ---------------------------- | -------------------------------- | --------------------- | ------------------ | ---------------------------------- | ------------------------------------------------------------ |
| Соціалістична партія України |                                  |                       |                    |                                    |                                                              |
| 7                            | Засенко Олександр Олександрович  | 04.11.2010            | вища               | член Соціалістичної партії України | СТОВ «Воля», виконроб                                        |
| 12                           | Хакало Анатолій Іванович         | 04.11.2010            | середня спеціальна | член Соціалістичної партії України | Бубнівсько-Слобідська сільська рада, землевпорядник          |
| Самовисування                |                                  |                       |                    |                                    |                                                              |
| 1                            | Стецюк Надія Василівна           | 04.11.2010            | середня спеціальна | позапартійна                       | Магазин «Фортуна», продавець                                 |
| 2                            | Шнурко Світлана Василівна        | 04.11.2010            | вища               | член Партії регіонів               | ТОВ «Цех і К», начальник виробництва                         |
| 3                            | Бакумець Наталія Іванівна        | 04.11.2010            | середня спеціальна | позапартійна                       | тимчасово не працює                                          |
| 4                            | Кулик Світлана Сергіївна         | 04.11.2010            | вища               | позапартійна                       | тимчасово не працює                                          |
| 5                            | Хилько Наталія Іванівна          | 04.11.2010            | середня            | позапартійна                       | тимчасово не працює                                          |
| 6                            | Кузуб Віктор Миколайович         | 04.11.2010            | середня спеціальна | позапартійний                      | тимчасово не працює                                          |
| 8                            | Комишна Оксана Іванівна          | 04.11.2010            | середня спеціальна | позапартійна                       | Бубнівсько-Слобідська Лікарська амбулаторія, фельдшер        |
| 9                            | Хилько Василь Васильович         | 04.11.2010            | середня спеціальна | позапартійний                      | приватний підприємець                                        |
| 10                           | Михайлик Надія Петрівна          | 04.11.2010            | середня спеціальна | позапартійна                       | Бубнівсько-Слобідська сільська рада, головний бухгалтер      |
| 11                           | Яценко Григорій Григорович       | 04.11.2010            | середня спеціальна | позапартійний                      | ТОВ СМГ"Національний союз мисливців", єгер                   |
| 13                           | Яковіщак Наталія Григорівна      | 04.11.2010            | середня            | позапартійна                       | тимчасово не працює                                          |
| 14                           | Бутрик Наталія Михайлівна        | 04.11.2010            | вища               | позапартійна                       | Бубнівсько-Слобідський навчально-виховний комплекс, вчитель  |
| 15                           | Фесун Віра Михайлівна            | 04.11.2010            | середня спеціальна | позапартійна                       | Бубнівсько-Слобідський навчально-виховний комплекс, директор |
| 16                           | Лопчинський Олександр Григорович | 04.11.2010            | вища               | позапартійний                      | ТОВ «Рій», директор                                          |

## Природно-заповідний фонд
На землях сільради розташовано заказники місцевого значення Сушківський, Озеро Широке та Бубнівські Сосни.